# Lissosculpta celebensis
Lissosculpta celebensis är en stekelart som först beskrevs av Heinrich 1934.  Lissosculpta celebensis ingår i släktet Lissosculpta och familjen brokparasitsteklar. Inga underarter finns listade i Catalogue of Life.